# Cymodocella ankylosauria
Cymodocella ankylosauria är en kräftdjursart som beskrevs av Bruce 1995. Cymodocella ankylosauria ingår i släktet Cymodocella och familjen klotkräftor. Inga underarter finns listade i Catalogue of Life.